# Лукьяновская (станция метро)
«Лукья́новская» (укр. «Лук'я́нівська»,  (слушать)о файле) — 38-я станция Киевского метрополитена. Расположена в Шевченковском районе города Киева, на Сырецко-Печерской линии между станциями «Дорогожичи» и «Золотые ворота». Станция открыта 30 декабря 1996 года. Название — от исторической местности, в которой расположена станция. Пассажиропоток — 44,3 тыс. чел/сутки.

## Конструкция
Станция глубокого заложения. Имеет три подземных зала — средний и два зала с посадочными платформами. Залы станции соединены между собой рядом проходов-порталов, которые чередуются с пилонами. Средний зал соединён с наземным вестибюлем при помощи эскалаторного тоннеля.

## Оформление
Лукьяновская — пилонная трёхсводчатая станция. По замыслу архитекторов оформление станции символизировало стремление в будущее. Стены станционного зала облицованы чёрным мрамором в нижней части пилонов и белым — в верхней. Пол покрыт гранитом. Светильники на станции были выполнены в виде изогнутых металлических дуг с цветами на конце.

## История
С 2007 по 2008 годы станция проходила реконструкцию. Были заменены водоотводящие зонты на потолках в среднем зале и платформах и ликвидированы протечки. При реконструкции оригинальные светильники в центральном зале были заменены на люминесцентные лампы (предполагалась в дальнейшем их обратная замена на оригинальные светильники, которая так и не состоялась).
15 марта 2022 года наземная часть станции была повреждена обстрелом в ходе российского вторжения. 
29 декабря 2023 года во время массированной ракетной атаки по Украине здание станции метро «Лукьяновская» вновь пострадало.
8 июля 2024 года во время очередной массированной ракетной атаки станция и соседние дома были повреждены вновь. Рядом с ней погибли два человека.
18 января 2025 года станция пострадала от очередного обстрела. От этого обстрела в городе погибли три человека и были ранены ещё 3.

## Перспективы развития
Планируется, что в будущем станция станет частью пересадочного узла со станцией «Глубочицкая» Подольско-Вигуровской линии. Также от оборотного тупика станции «Лукьяновская» планируется построить служебную соединительную ветку на Подольско-Вигуровскую линию.

## Изображения

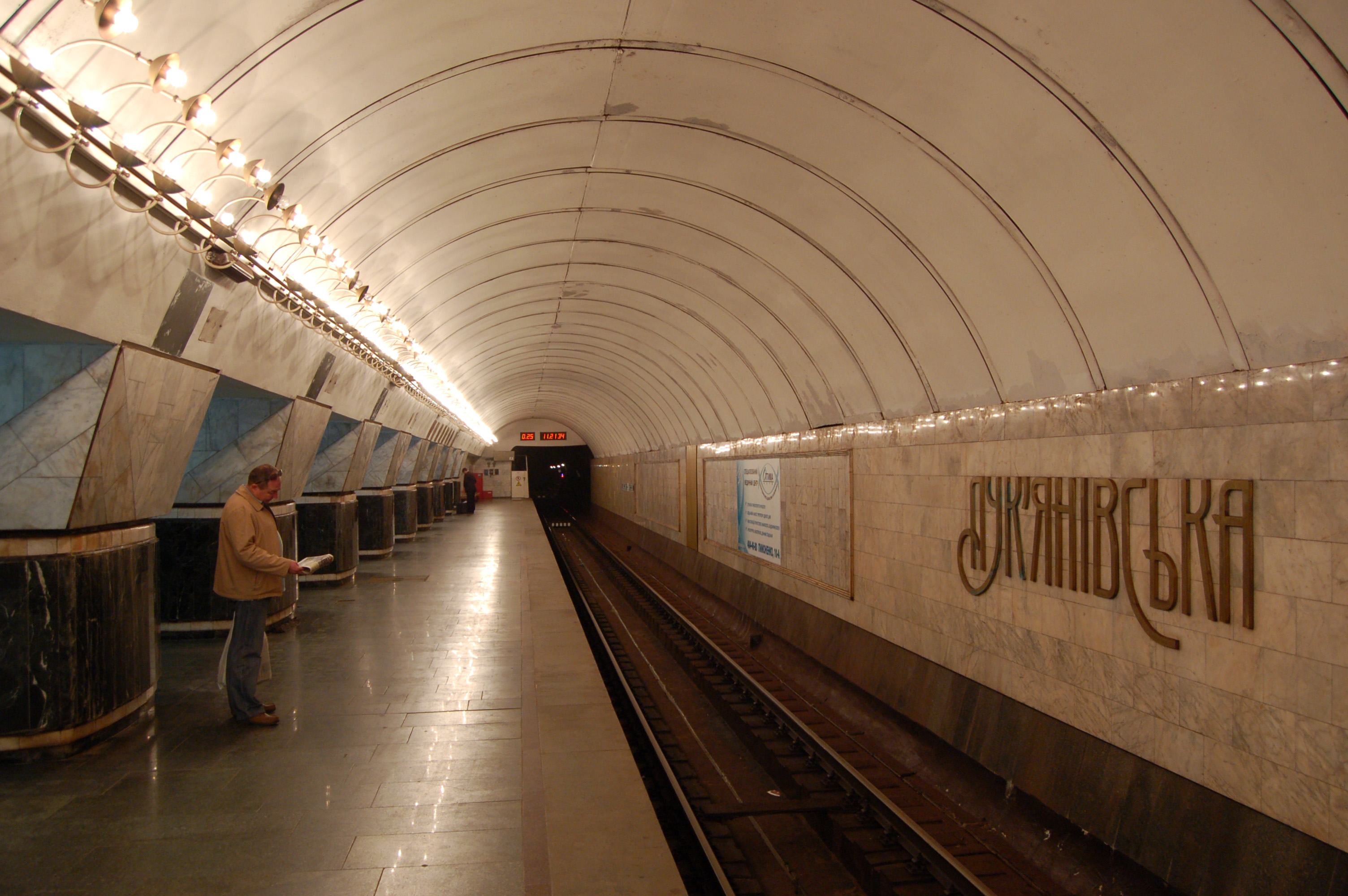
Посадочная платформа
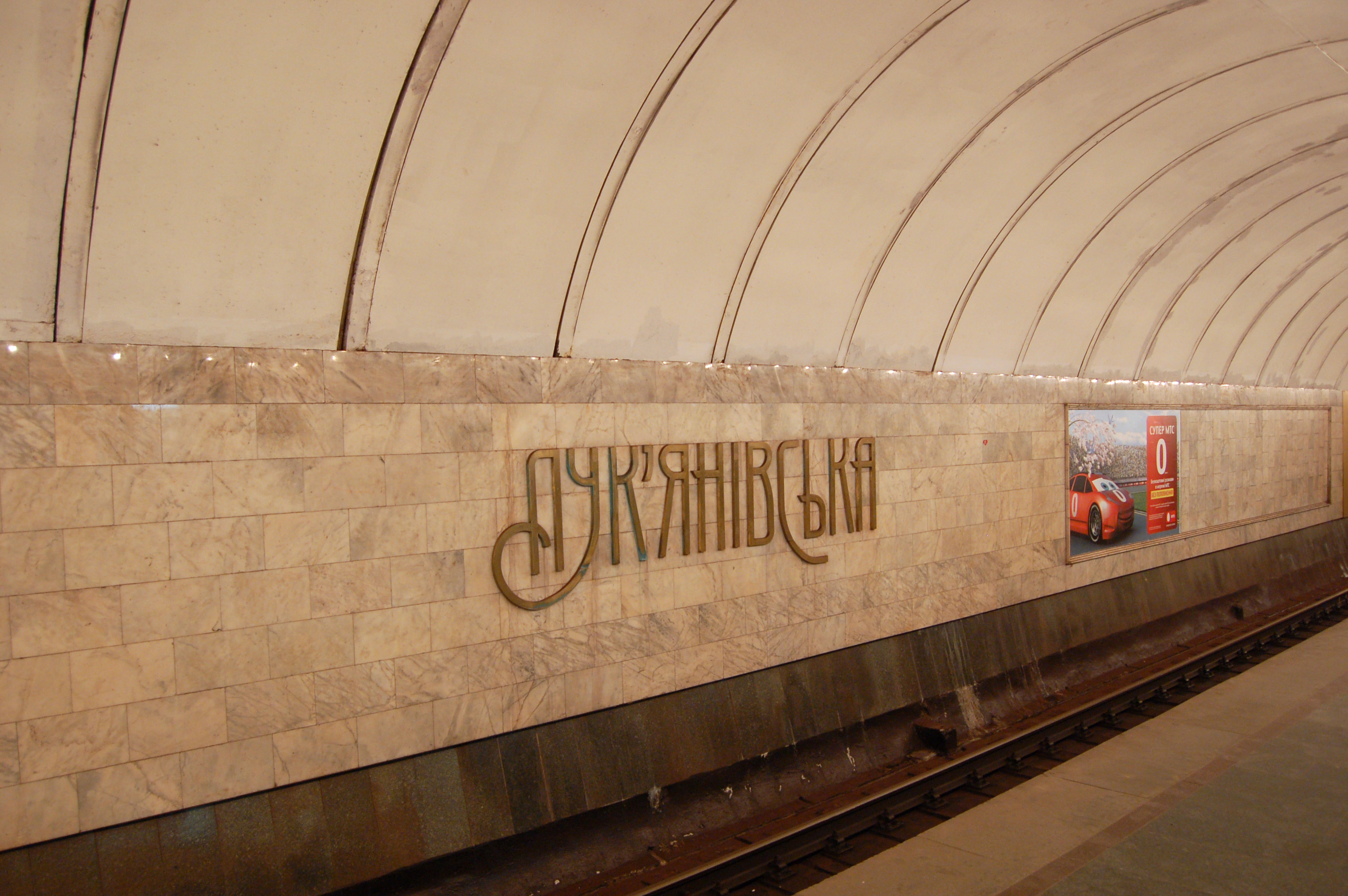
Название на путевой стене
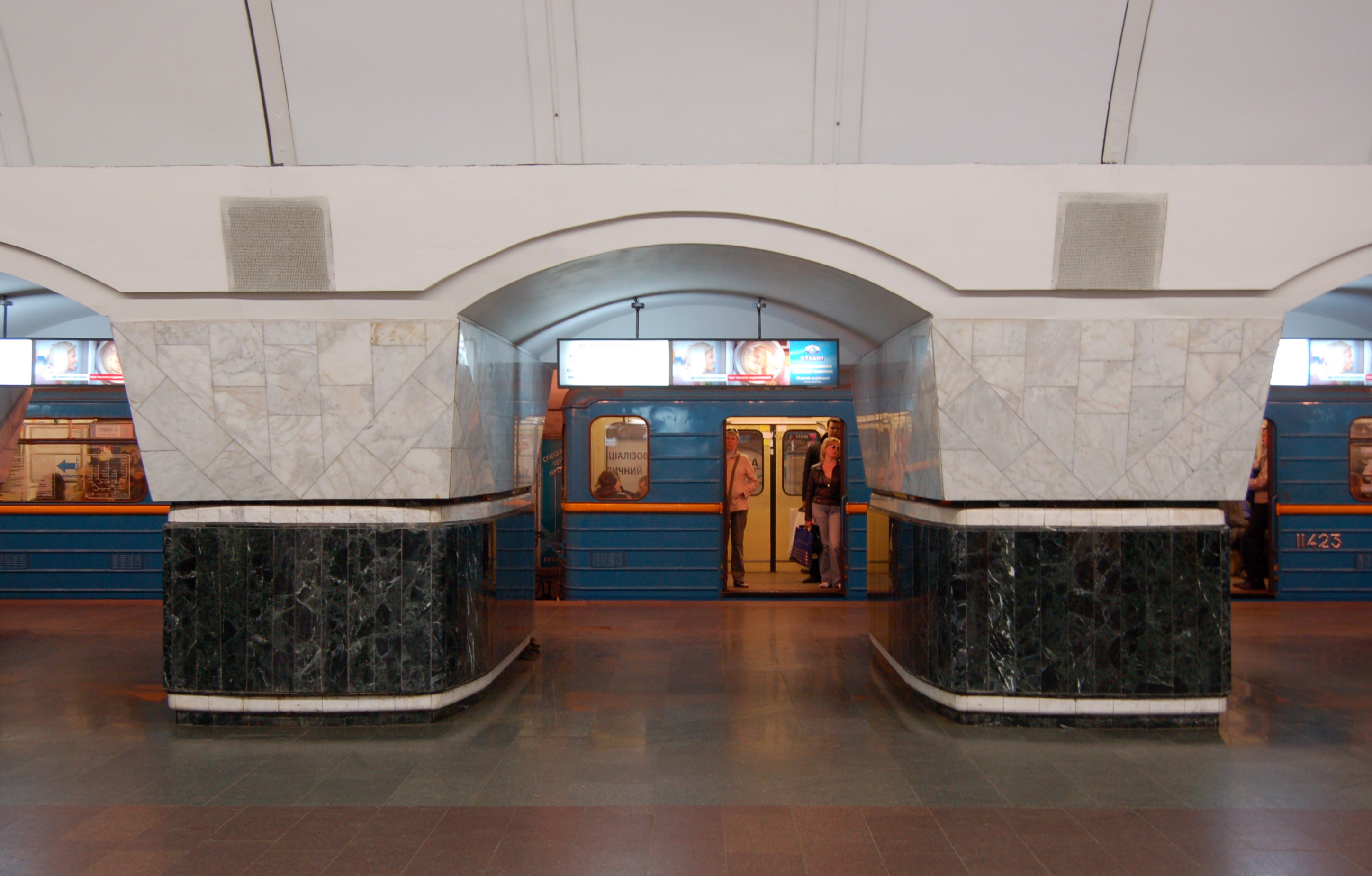
Форма пилонов
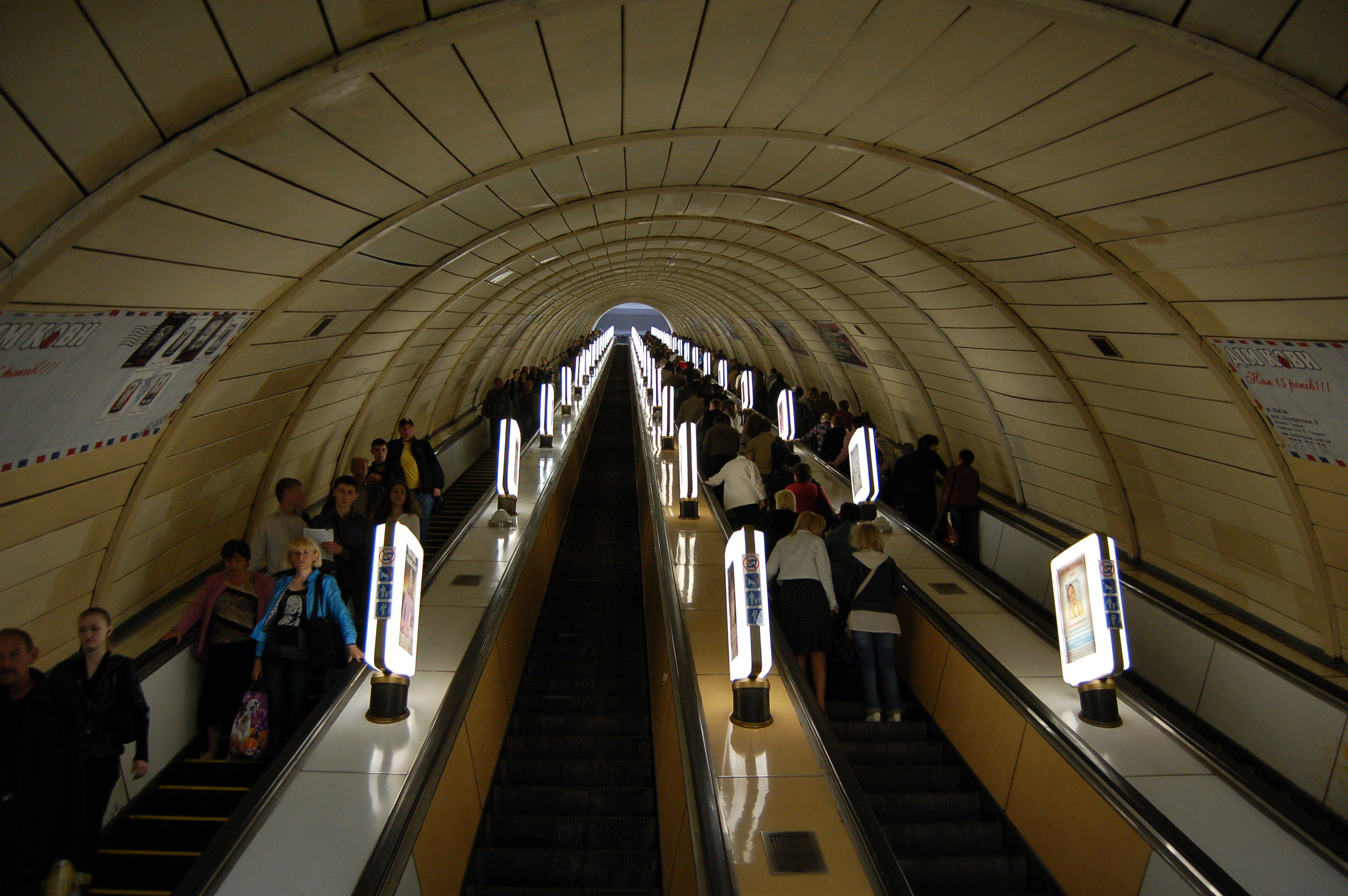
Эскалаторный наклон
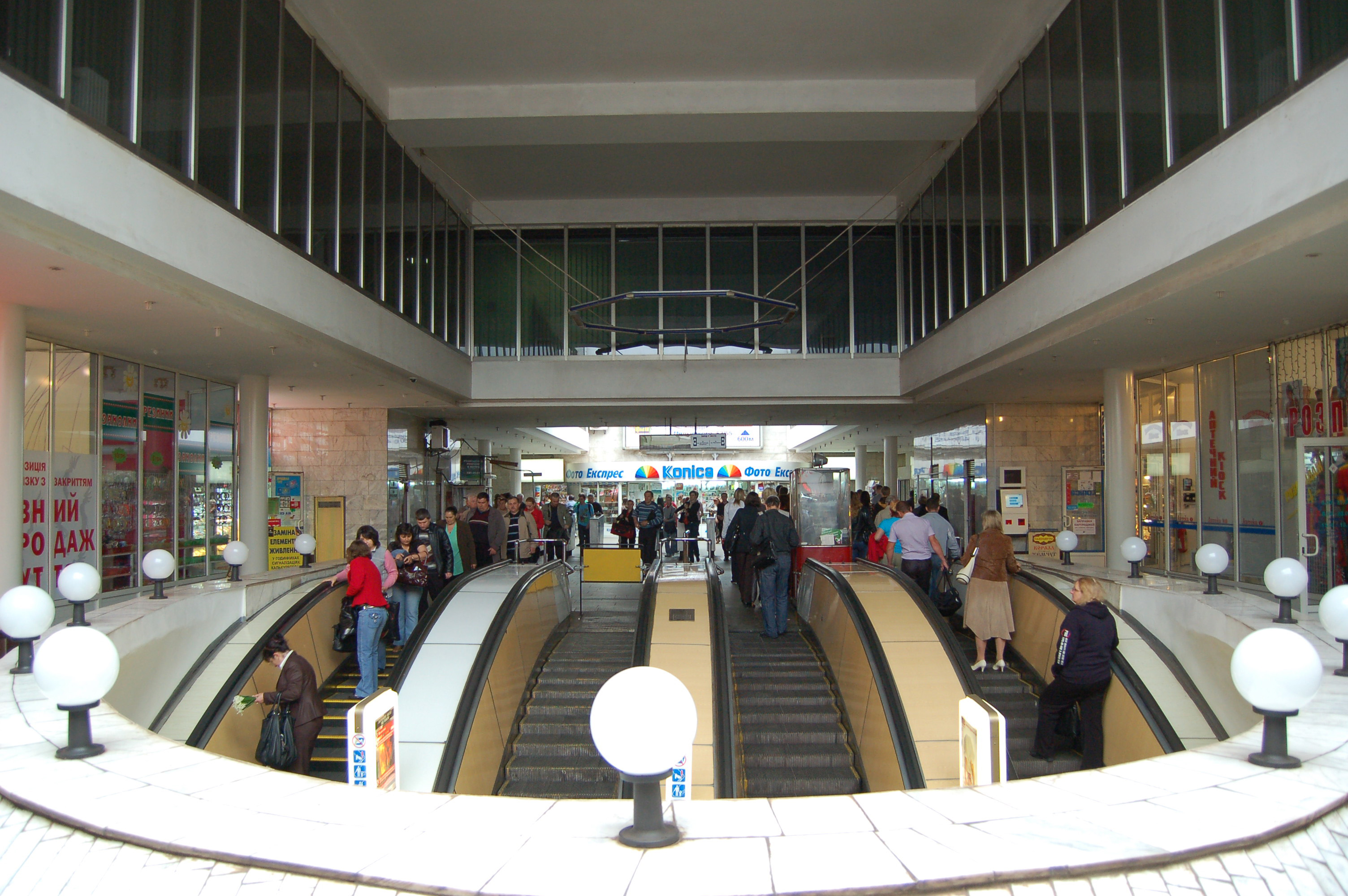
Интерьер наземного вестибюля
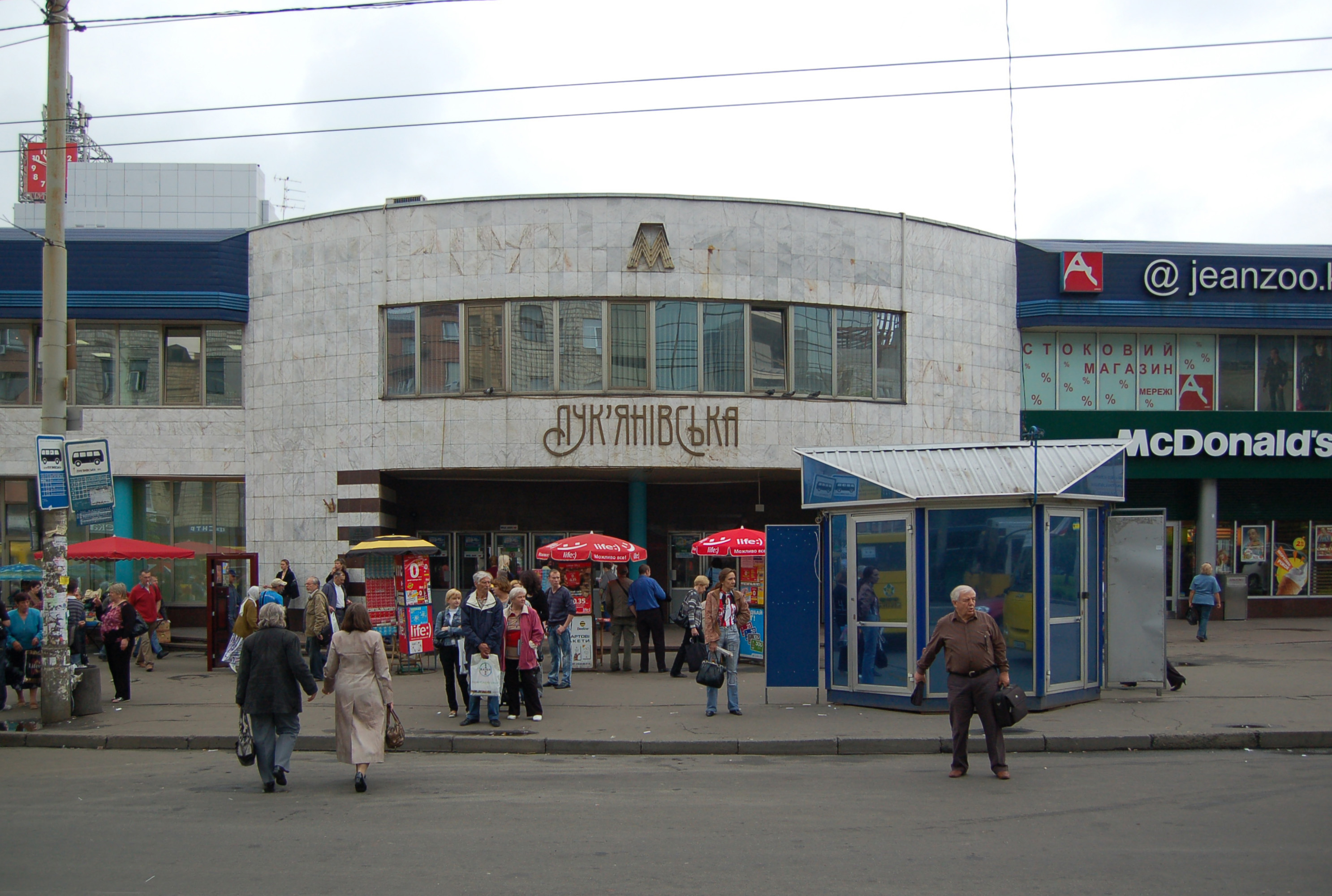
Наземный вестибюль
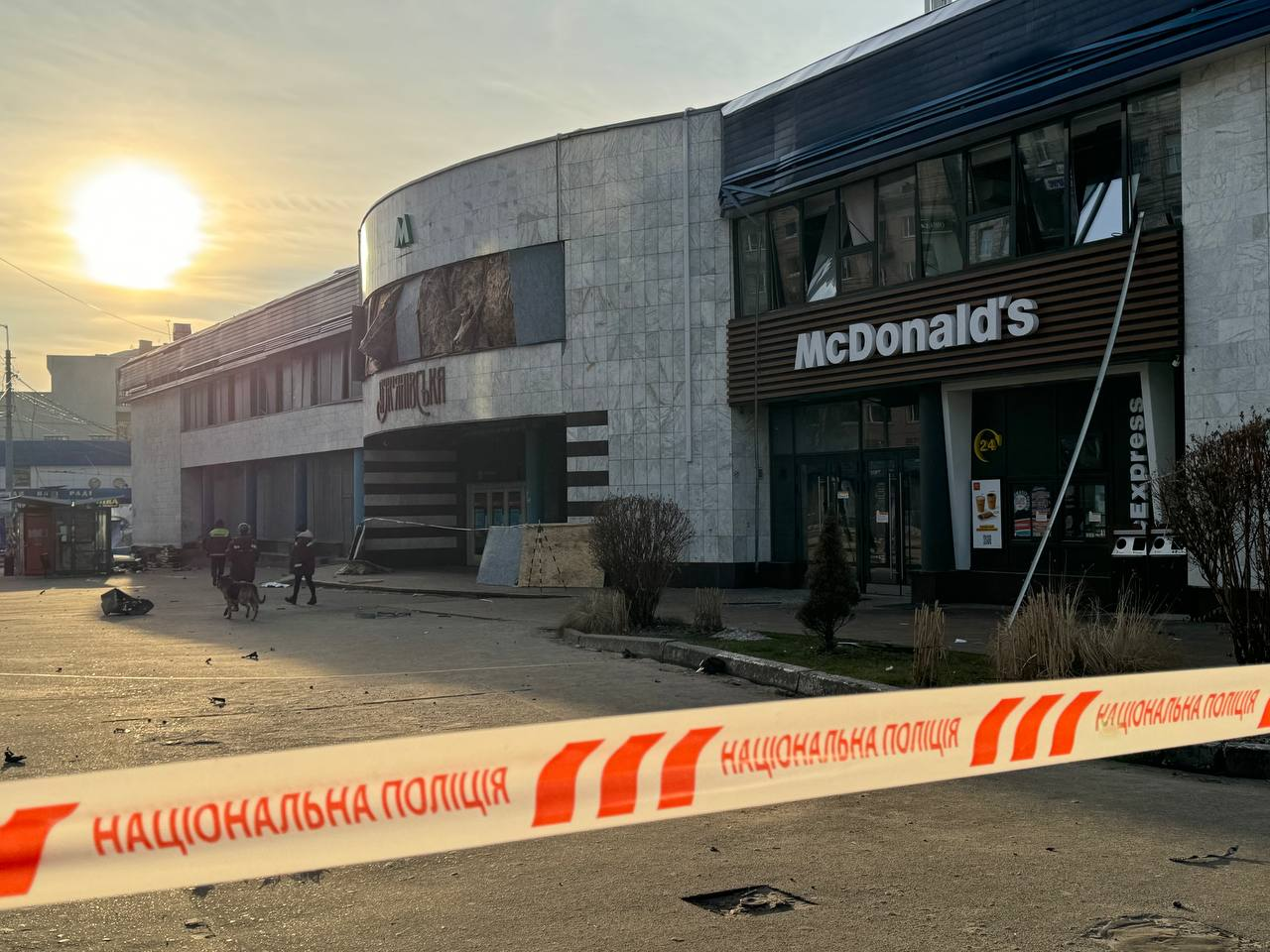
Вестибюль станции метро «Лукьяновская» после российской атаки 29 декабря 2023 года

## Режим работы
Открытие — 5:40, закрытие — 0:06
Отправление первого поезда в направлении:
- ст. «Сырец» — 06:06
- ст. «Красный хутор» — 05:44

Отправление последнего поезда в направлении:
- ст. «Сырец» — 00:35
- ст. «Красный хутор» — 00:10

Расписание отправления поездов в вечернее время суток (после 22:00) в направлении:
- ст. «Сырец» — 22:26, 22:38, 22:50, 23:07, 23:24, 23:40, 23:57, 0:14, 0:31
- ст. «Красный хутор» — 22:11, 22:24, 22:41, 22:57, 23:14, 23:31, 23:48, 0:02, 0:07